# Nantilly
Nantilly település Franciaországban, Haute-Saône megyében. Lakosainak száma 441 fő (2022. január 1.). Nantilly Chargey-lès-Gray, Arc-lès-Gray, Bouhans-et-Feurg, Mantoche és Poyans községekkel határos.

## Népesség
A település népességének változása:
| Lakosok száma | 502  | 487  | 497  | 481  | 472  | 463  | 452  | 445  | 441  |
|               | 2013 | 2015 | 2016 | 2017 | 2018 | 2019 | 2020 | 2021 | 2022 |